# ویکی چیس
ویکی چیس (انگلیسی: Vicki Chase؛ زاده ۶ فوریهٔ ۱۹۸۵) یک بازیگر پورنوگرافی اهل ایالات متحده آمریکا است.